# 43843 Cleynaerts
43843 Cleynaerts è un asteroide della fascia principale. Scoperto nel 1993, presenta un'orbita caratterizzata da un semiasse maggiore pari a 2,7382128 UA e da un'eccentricità di 0,2336456, inclinata di 7,50056° rispetto all'eclittica.